# Pillangóhatás (elmélet)
A pillangóhatás vagy pillangóeffektus kifejezés magába foglalja a kiindulási tényezők fontosságát a káoszelméletben. Az alapelv az, hogy egy kaotikusan viselkedő állapotjelzővel bíró dinamikus rendszerben a kezdeti feltételek apró változásai véletlenszerű folyamatok pozitív visszacsatolásai révén nagymértékben megváltoztathatják a rendszer hosszútávú működését. Az elv népszerű és elterjedt, de pontatlanul és túlzóan idézett megfogalmazásai szerint „egy pillangó egyetlen szárnycsapása a Föld egyik oldalán, tornádót idézhet elő a másikon”.
Elsőként Edward Lorenz írt róla tanulmányt 1963-ban a New York-i Tudományegyetem számára. A tanulmány szerint „egy meteorológus megjegyezte, hogy ha az elmélet helyes, akkor egy sirály egyetlen szárnycsapása örökre megváltoztatná az időjárás folyamát”. Lorenz későbbi beszédeiben és tanulmányaiban költőien a pillangót használta, amit valószínűleg a Lorenz-attraktor által készített kép inspirált, ami hasonlít egy pillangóra. Más elméletek szerint a pillangó csupán a fikció szüleménye, melynek alapja Ray Bradbury 1952-ben íródott „A Sound of Thunder” (Mennydörgő robaj) című sci-fi novellája, amiben egy távoli múltba történő időutazás során egy véletlenül elpusztított pillangó hatására az amerikai politika beállítottsága gyökeresen megváltozik (a novellában az író részletesen leírja a pillangó pusztulását követő láncreakciót).
A pillangóhatás felismerésének jelentősége, hogy a bonyolult rendszerek, például az időjárás vagy a tőzsde változásait nehéz belátható időn belül megjósolni. Ez azért van, mert bármely véges modell, ami megpróbál szimulálni egy rendszert, kénytelen elhagyni valamennyit a kezdeti tényezőkből – például amikor az időjárást szimuláljuk, nem vehetjük figyelembe az összes pillangó szárnycsapásai által keltett szelet. Egy kaotikus rendszerben minden időegység szimulációjával felnagyítódnak ezek a hibák, míg a hibaszázalék el nem éri a százat. Ily módon az előrejelzések egy bizonyos idő után hasznavehetetlenek.

## Külső hivatkozások
- Butterfly Effect (Mathematical Recreations)
- From butterfly wings to single e-mail (Cornell University)
- The Chaos Hypertextbook. An introductory primer on chaos and fractals.
- The Butterfly Effect. New Line Cinema's feature film Butterfly Effect
- Káoszelmélet Mi a káosz?